# Управление генеральных инспекторов Министерства обороны Российской Федерации
Управление генеральных инспекторов Министерства обороны Российской Федерации — орган при Министерстве обороны Российской Федерации.
Управление генеральных инспекторов образовано в 2008 году.

## История
Управление является преемником Группы генеральных инспекторов Министерства обороны СССР, существовавшей с 1958 года и упразднённой в 1992 году.
В мае 2008 года Министр обороны Российской Федерации подписал Директиву о создании Службы генеральных инспекторов, 26 июня 2008 года был издан приказ Министра обороны Российской Федерации № 345 «О службе генеральных инспекторов Министерства обороны». Состав группы определён в 30 человек.
Группа образована для максимального использования знаний и опыта ветеранов-военачальников в интересах обороноспособности России.
— Статс-секретарь — заместитель министра обороны генерал армии Николай Панков.
30 декабря 2008 годы в Культурном центре Вооружённых Сил Российской федерации членам Службы были вручены удостоверения генеральных инспекторов. Первоначально в Службу генеральных инспекторов вошли Маршал Советского Союза С. Л. Соколов, Маршал Советского Союза Д. Т. Язов, генералы армии А. В. Бетехтин, Ф. Д. Бобков, М. А. Гареев, Н. Ф. Грачёв, В. Ф. Ермаков, И. И. Ефремов, адмирал флота И. М. Капитанец, генералы армии К. А. Кочетов, В. Н. Лобов, адмирал флота К. В. Макаров, маршал артиллерии В. М. Михалкин, генералы армии М. А. Моисеев, С. И. Постников, В. А. Прудников, маршал авиации И. И. Пстыго, генерал армии В. Н. Самсонов, адмирал флота А. И. Сорокин, генерал-полковник И. В. Фуженко, адмирал флота В. Н. Чернавин, генералы армии В. М. Шуралёв, Ю. А. Яшин, Ю. Н. Якубов.
Позднее в Управление были приняты Ю. Н. Родионов и Г. И. Когатько.
В 2011 году Служба генеральных инспекторов была переименована в Управление генеральных инспекторов Минобороны России. Основной задачей Управления является «содействие организации боевой и оперативной подготовки войск, строительству и дальнейшему развитию Вооружённых Сил Российской Федерации, развитию теории и истории военного искусства, воспитанию личного состава».
В состав Управления генеральных инспекторов входят бывшие высшие военачальники, находящиеся в отставке: бывшие главкомы видов и родов войск, командующие военными округами и флотами, некоторые бывшие начальники главных и центральных управлений минобороны.
На 1 октября 2017 года в состав Управления входило 28 человек. Состав Управления меняется. Ввиду преклонного возраста кандидатуры выбывают по естественным причинам болезни или смерти, новые члены включаются в состав Управления распоряжением (приказом) Министра обороны Российской Федерации. По состоянию на сегодняшний день, все члены Управления являются офицерами в отставке. Должность членов Управления — ведущий аналитик (генеральный инспектор).
Расположена в старом здании Генерального штаба, на Знаменке, дом № 19. Обеспечивает работу Управления Отдел по обеспечению деятельности Управления генеральных инспекторов.

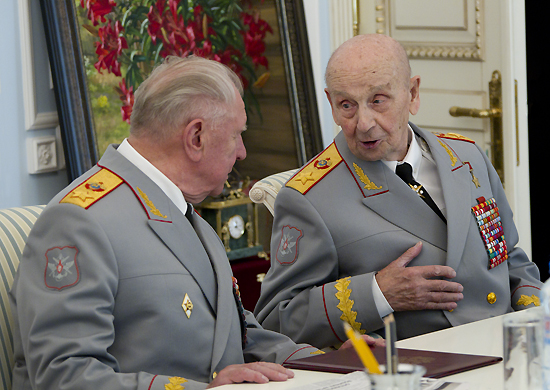
Министры обороны СССР Маршалы Советского Союза Дмитрий Язов и Сергей Соколов, 2011 год
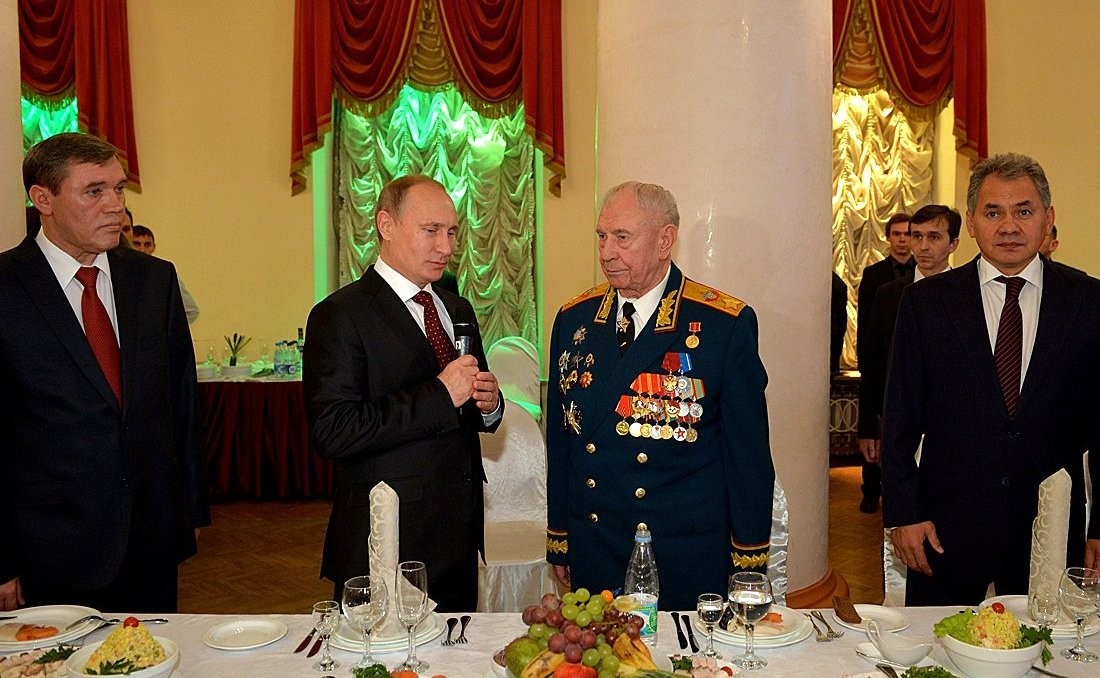
Празднование 90-летия Маршала Советского Союза Д. Т. Язова, 8 ноября 2014 года
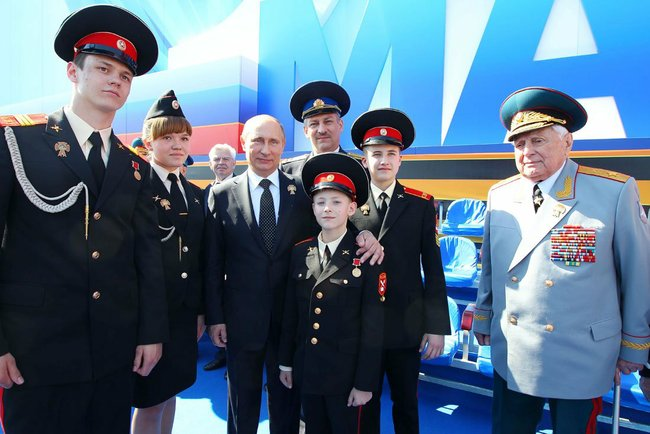
В. В. Путин, суворовцы и маршал артиллерии В. М. Михалкин на Красной площади 9 мая 2013 года
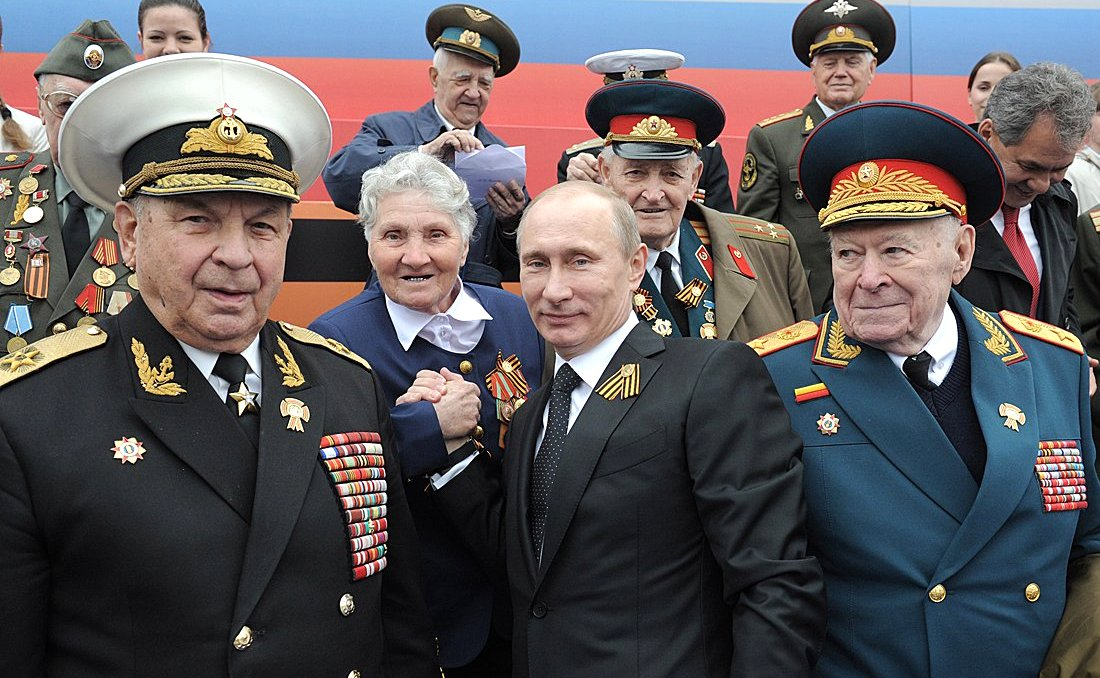
В. В. Путин с адмиралом флота А. И. Сорокиным и генералом армии Ф. Д. Бобковым, 9 мая 2012 года

В конце 2015 года в помещении Управления открыта библиотека, фонд которой составляют мемуары видных советских и российских военачальников.

## Руководство
Управление возглавлял:
- с 2008 года по 2012 год — Маршал Советского Союза в отставке Дмитрий Тимофеевич Язов;
- с 2012 года по 2013 год — адмирал флота в отставке Алексей Иванович Сорокин;
- с 2013 года — генерал армии в отставке Юрий Николаевич Якубов.

## Члены управления
Действующие

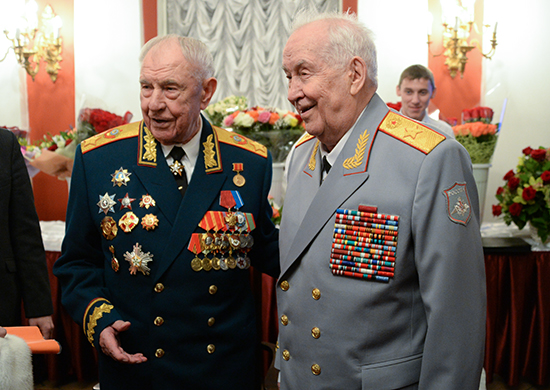
Старейшие члены Управления — Д. Т. Язов (90) и М. А. Гареев (91), 8 ноября 2014 года.

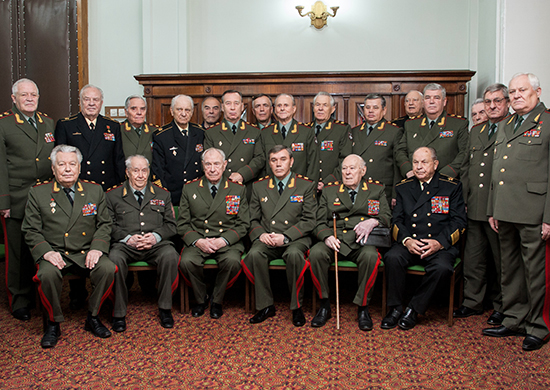
Члены Управления генеральных инспекторов с начальником Генштаба ВС России В. В. Герасимовым. 2013 год.

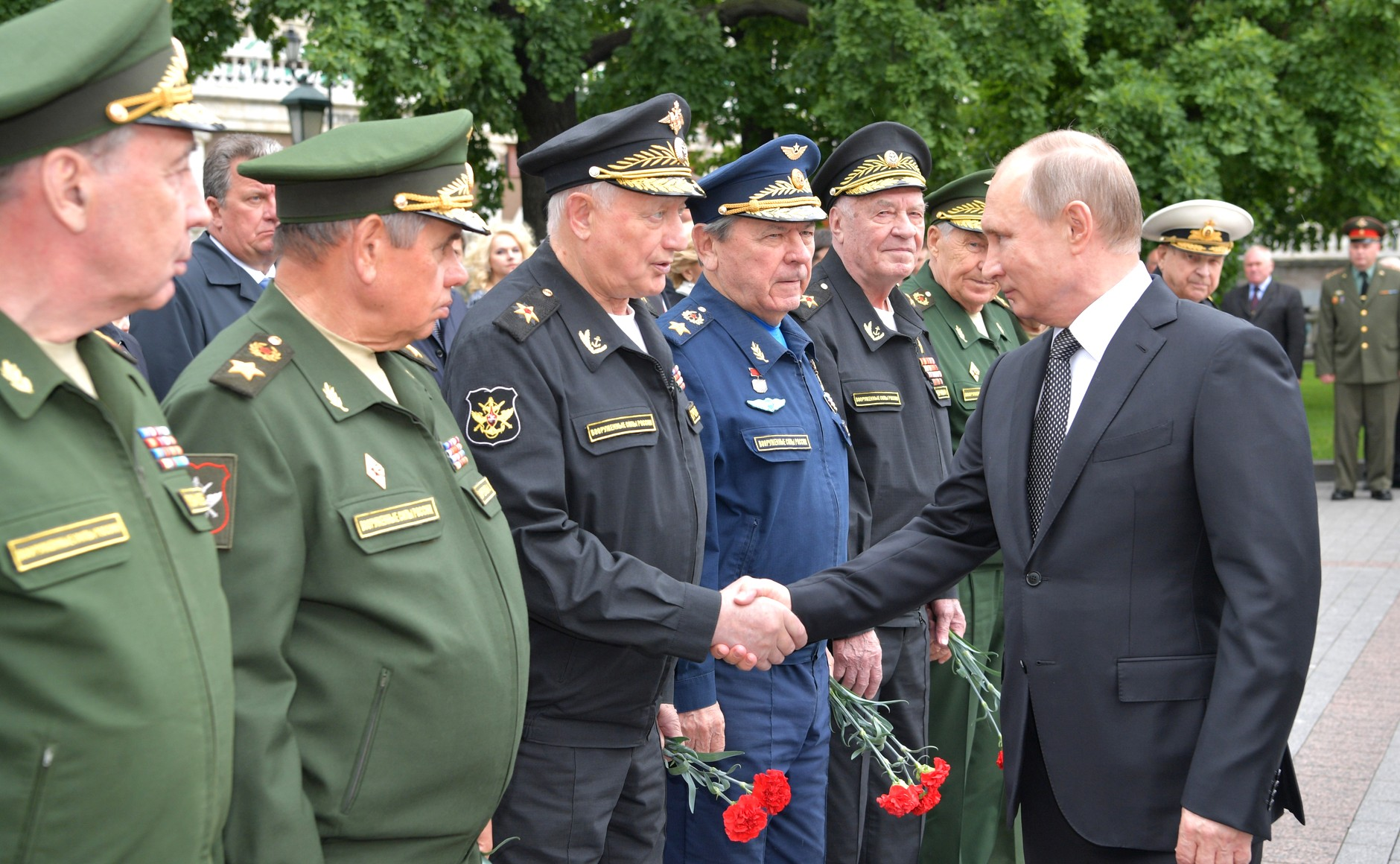
Президент России Владимир Путин приветствует членов Управления. 22 июня 2017 года

- Балуевский Юрий Николаевич (род. 1947) — генерал армии, начальник Генерального штаба — первый заместитель Министра обороны России (2004—2008).
- Баранов Валерий Петрович (род. 1948) — генерал-полковник, командующий Объединённой группировкой войск по проведению контртеррористической операции на территории Северо-Кавказского региона (2000—2001 и 2003—2004).
- Барынькин Виктор Михайлович (род. 1946) — генерал-полковник, начальник Главного оперативного управления Генерального штаба ВС РФ (1992—1996).
- Безверхний Александр Георгиевич (род. 1950) — генерал-полковник, руководитель военной контрразведки ФСБ России (2000—2015).
- Болдырев Владимир Анатольевич (род. 1949) — генерал армии, Главнокомандующий Сухопутными войсками Российской Федерации (2008—2010).
- Булгаков Дмитрий Витальевич (род. 1954) — генерал армии, начальник Тыла Вооружённых Сил Российской Федерации — заместитель Министра обороны Российской Федерации (2008—2011), заместитель Министра обороны Российской Федерации (2011—2022).
- Гребенюк Анатолий Владимирович (род. 1955) — генерал армии, начальник Службы расквартирования и обустройства Минобороны (2004—2007).
- Ермаков Виктор Фёдорович (род. 1935) — генерал армии, начальник ГУК МО СССР — заместитель министра обороны СССР по кадрам (1990—1991).
- Ефремов Иван Иванович (род. 1946) — генерал армии, начальник Военной академии Генерального штаба Вооружённых сил РФ (2005—2007).
- Исаков Владимир Ильич (род. 1950) — генерал армии, начальник Тыла Вооружённых Сил Российской Федерации — заместитель Министра обороны Российской Федерации (1997—2008).
- Когатько Григорий Иосифович (род. 1944) — генерал-полковник, командующий железнодорожными войсками Вооружённых Сил Российской Федерации (2004—2008).
- Кочетов Константин Алексеевич (род. 1932) — генерал армии, первый заместитель министра обороны СССР (1989—1991).
- Лобов Владимир Николаевич (род. 1935) — генерал армии, начальник Генерального штаба Вооружённых Сил СССР — первый зам. министра обороны СССР (1991).
- Макаров Николай Егорович (род. 1949) — генерал армии, начальник Генерального штаба Вооружённых Сил РФ — первый зам. Министра обороны Российской Федерации (2008—2012).
- Марчук Иван Дмитриевич (род. 1944) — генерал-полковник, начальник Федерального дорожно-строительного управления при Министерстве обороны Российской Федерации (1992—1998).
- Родионов Юрий Николаевич (род. 1938) — генерал-полковник, заместитель министра обороны СССР по кадрам — начальник Главного управления кадров Министерства обороны СССР (1991—1992).
- Семёнов Владимир Магомедович (род. 1940) — генерал армии, Главнокомандующий Сухопутными войсками СССР (1991—1992), Главнокомандующий Сухопутными войсками Российской Федерации (1992—1997).
- Яковлев Владимир Николаевич (род. 1954) — генерал армии, Главнокомандующий Ракетными войсками стратегического назначения (1997—2001).
- Якубов Юрий Николаевич (род. 1946) — генерал армии, командующий войсками ДальВО (1999—2006).

Бывшие
- Бетехтин Анатолий Владимирович (1931—2012) — генерал армии, первый заместитель Главнокомандующего Сухопутными войсками СССР (1988—1992).
- Бобков Филипп Денисович (1925—2019) — генерал армии, первый заместитель Председателя КГБ СССР (1985—1991).
- Гареев Махмут Ахметович (1923—2019) — генерал армии, заместитель начальника Генерального штаба Вооружённых Сил СССР (1984—1989), президент Академии военных наук.
- Грачёв Николай Фёдорович (1930—2013) — генерал армии, Главный военный специалист при Верховном Главнокомандующем ВС Афганистана (1990—1991).
- Громов Феликс Николаевич (1937—2021) — адмирал флота, Главнокомандующий ВМФ России (1992—1996).
- Дейнекин Пётр Степанович (1937—2017) — генерал армии, Герой Российской Федерации, Главнокомандующий ВВС (1992—1998).
- Зарудин Юрий Федорович (1923—2020) — генерал-полковник, Герой Советского Союза, командующий Северной группой войск (1978—1984).
- Капитанец Иван Матвеевич (1928—2018) — адмирал флота, первый заместитель Главнокомандующего ВМФ СССР (1988—1992).
- Кондратьев Георгий Григорьевич (1944—2020) — генерал-полковник, заместитель министра обороны Российской Федерации (1992—1995).
- Лосик Олег Александрович (1915—2012) — маршал бронетанковых войск, начальник Военной академии бронетанковых войск имени Маршала Советского Союза Р. Я. Малиновского.
- Макаров Константин Валентинович (1931—2011) — адмирал флота, начальник Главного штаба ВМФ — первый заместитель Главнокомандующего ВМФ (1985—1992).
- Михалкин Владимир Михайлович (1927—2017) — маршал артиллерии, командующий ракетными войсками и артиллерией Сухопутных войск (1983—1991).
- Моисеев Михаил Алексеевич (1939—2022) — генерал армии, начальник Генерального штаба Вооружённых Сил СССР — первый заместитель министра обороны СССР (1988—1991), исполняющий обязанности министра обороны СССР (22—23 августа 1991 года).
- Постников Станислав Иванович (1928—2012) — генерал армии, Главнокомандующий войсками Западного направления (1988—1992).
- Прудников Виктор Алексеевич (1939—2015) — генерал армии, Главнокомандующий Войсками ПВО СССР / России (1991—1997).
- Пстыго Иван Иванович (1918—2009) — маршал авиации, начальник Центральной инспекции безопасности полётов Вооружённых Сил СССР (1977—1983).
- Пузанов Игорь Евгеньевич (1947—2023) — генерал армии, командующий войсками ЛенВО (2005—2007).
- Самсонов Виктор Николаевич (1941—2024) — генерал армии, начальник Генерального штаба Вооружённых Сил РФ — первый заместитель министра обороны Российской Федерации (1996—1997).
- Соколов Сергей Леонидович (1911—2012) — Маршал Советского Союза, Герой Советского Союза, Министр обороны СССР (1984—1987).
- Сорокин Алексей Иванович (1922—2020) — адмирал флота, первый заместитель начальника ГлавПУРа (1981—1989).
- Фуженко Иван Васильевич (1937—2011) — генерал-полковник, начальник Тыла Вооружённых Сил — заместитель министра обороны СССР (1991—1992).
- Чернавин Владимир Николаевич (1928—2023) — адмирал флота, Герой Советского Союза, Главнокомандующий ВМФ СССР — заместитель министра обороны СССР (1985—1992).
- Шуралёв Владимир Михайлович (1935—2020) — генерал армии, заместитель министра обороны СССР (1990—1991).
- Язов Дмитрий Тимофеевич (1924—2020) — Маршал Советского Союза, Министр обороны СССР (1987—1991).
- Яшин Юрий Алексеевич (1930—2011) — генерал армии, заместитель министра обороны СССР (1989—1992).